# Матсдоттер, Мария Магдалена
Мария Магдалена Матсдоттер (швед. Maria Magdalena Mathsdotter; 21 марта 1835 — 31 марта 1873) — шведская саамка, которая в 1864 году инициировала строительство школ для саамских детей в шведской Лапландии.

## Биография
Матсдоттер родилась 21 марта 1835 в Фьелльфьелле в приходе Вильхельмина (провинция Лаппланд). Она происходила из бедной семьи, её отец был оленеводом, который пас стада во время миграций оленей летом и зимой. Она с большим трудом посещала школу в 1843 и 1844 году.
Зимой 1864 года Мария Магдалена Матсдоттер отправилась в путешествие из своего дома в Оселе в Стокгольм на лыжах, пройдя часть пути пешком, чтобы попросить аудиенции с монархом. Она прибыла в столицу в феврале. Её допустили на встречу с обоими монархами, Карлом XV и королевой, Луизой Нидерландской, а также с вдовствующей королевой Жозефиной Лейхтенбергской. Цель её путешествия состояла в том, чтобы попросить короля организовать новую систему школ-интернатов для детей саамов. Ранее саамские дети были вынуждены изучать христианство и другие обязательные дисциплины в школах, находившихся далеко от их домов и родителей, поскольку в Лапландии для них не было никаких школ. Это также приводило к тому, что их обучение в таких условиях было очень поверхностным и недолгим. Её инициатива была одобрена, и в 1865 году было основано общество, названное Femöresföreningen («пятипеннинговое объединение»), для финансирования строительства школы в Вильхельмине, которая должна была стать первой из многих. Её инициатива рассматривалась как добродетельное стремление со стороны саамов стать более образованными в области религии, и она была поэтому официально названа образцом для подражания. Она была описана как скромная и смиренная, так как не хотела, чтобы её имя было обнародовано.
Матсдоттер вступила в контакт с пастором Реформатской церкви Франции в Стокгольме, Анри Рурихом, который помогал ей. Её путешествие привело к созданию двух школ и детских приютов.
В 1866 году она снова поехала в Стокгольм и, хотя в этот раз не встретилась с королём, хотела снова увидеться с пастором Рурихом. На этот раз она была обеспокоена тем, что шведские поселенцы были против наделения саамов в Вильхельмине правами. Она вступила в контакт с Эриком Виктором Альмквистом, который был местным губернатором в Вестерботтене на севере Швеции. Он взял дело Матсдоттер под свой контроль, и в 1871 году были осуществлены законодательные изменения, позволившие улучшить положение саамов..
Усилия Марии Матсдоттер привлекли большое внимание и на международном уровне, и о ней рассказывалось в прессе Германии, Великобритании, Франции, Нидерландов и Швейцарии, где были организованы сборы средств для саамских школ. Во Франции о ней была напечатана газетная статья под названием La Laponie et Maria Mathsdotter. В Нидерландах пожертвования для саамских школ собирались наиболее активно. Мария Матсдоттер была включена в «Современный словарь знаменитых шведских женщин».